# Ṣaḥīḥ
Il termine Sahīh (in arabo ﺻﺤﻴﺢ‎?, Ṣaḥīḥ), che letteralmente significa "sano, corretto, giusto", è spesso usato nella letteratura religiosa tradizionistica per identificare opere sulle quali è possibile fare il massimo assegnamento per la loro correttezza formale e sostanziale.
Nella cultura religiosa islamica le due principali opere composte da uomini (dal momento che il Corano è considerato testuale rivelazione divina) sono quelle di Bukhari e di Muslim ed entrambe portano il nome di Ṣaḥīḥ, tanto da usare nei loro confronti il duale Ṣaḥīḥāni (I due Ṣaḥīḥ).